# Церковь Риддархольмена
Церковь Риддархольмена (Риддархольмская церковь; швед. Riddarholmskyrkan) — церковь, расположенная на острове Риддархольмен, рядом с Королевским дворцом в Стокгольме, Швеция. Единственная сохранившаяся в Стокгольме средневековая монастырская церковь. Усыпальница шведских монархов. Традиция захоронения монархов на Риддархольмене сохранялась до 1950 года. Необычный стальной ажурный шпиль храма — одна из двух архитектурных доминант Гамластана (наряду со шпилем Немецкой церкви) и один из символов Стокгольма.

## История
Согласно францисканским хроникам монастырь на Риддархольмене был основан в 1270 году, начало строительства самой церкви пришлось на 80-е годы XIII века. Первоначально двухнефная церковь не имела башни, которые были запрещены уставом ордена. В середине XV века церковь была перестроена и получила третий неф с южной стороны, украшенный росписями по известковой штукатурке, которые отчасти сохранились до настоящего времени. Период расцвета церкви пришёлся на время правления короля Юхана III (1568—1592 годы), когда она была отреставрирована, обрела роскошное убранство и башню.
В 1807 году конгрегация была распущена, и в настоящее время церковь используется только для похорон и поминальных служб. Здесь погребены шведские монархи от Густава Адольфа до Густава V. Также здесь находятся захоронения Магнуса I и Карла VIII.
В церкви находится собрание гербов кавалеров ордена Серафимов. Когда умирает кавалер ордена, его герб вывешивается в церкви, и во время похоронной церемонии церковные колокола звонят с 12:00 до 13:00.
Церковь — одно из самых старых зданий в Стокгольме, отдельные части которого датируются концом XIII века, когда церковь была построена как главное здание монастыря францисканцев. Во время Реформации монастырь был закрыт, и здание стало использоваться для протестантских богослужений.
Церковный шпиль, спроектированный Виллемом Боем, был установлен во время правления короля Ганса. Однако этот шпиль был разрушен ударом молнии 28 июля 1835 года, после чего был установлен современный железный шпиль.
Открыта только в теплое время года.